# باقر محمدی
باقر محمدی (زاده ۳۱ خرداد ۱۳۷۰ در تهران)  بازیکن فوتسال اهل ایران است وی سابقه عضویت در تیم ملی فوتسال ایران را دارد. او در حال حاضر عضو باشگاه فوتسال گیتی‌پسند اصفهان است.
باقر (مسعود) محمدی که سابقه بازی در تیم های فرش آرا مشهد،شهید منصوری قرچک،قند کاترین آمل،سن ایچ ساوه و گیتی پسند اصفهان را دارد در که در تاریخ ۱۴۰۳/۵/۲۶ که در بازی جنجالی مقابل تیم مس سنگون ورزقان ۶ گل دریافت کرد و مورد حمله هواداران قرار گرفت از فوتسال خداحافظی کرد

## پیشینه
پست تخصصی باقر محمدی در تیم ملی ایران دروازه‌بان است. وی در مسابقات جام جهانی فوتسال ۲۰۲۱ که با قهرمانی تیم ملی فوتسال پرتغال به پایان رسید عضویت داشت.
او سال ۱۴۰۱ به تیم فوتسال قند کاترین آمل پیوست.